# Allegiance Air
Allegiance Air ist eine südafrikanische Charterfluggesellschaft, die 2008 gegründet wurde und mit Stand Juli 2016 eine 26,7 Jahre alte Embraer EMB 120 (Kennzeichen ZS-SRI) als Flotte besitzt. Früher setzte sie noch fünf Flugzeuge des Typs BAe 146 ein.